# Dunajów (obwód tarnopolski)
Dunajów (ukr. Дунаїв) – wieś na Ukrainie w rejonie krzemienieckim należącym do obwodu tarnopolskiego.
Wieś królewska Dunajow położona była w połowie XVII wieku w starostwie grodowym krzemienieckim w województwie wołyńskim. 